# Han Moo-sook
Han Moo-sook (* 25. Oktober 1918 in Seoul; † 1993) ist eine südkoreanische Schriftstellerin.

## Leben
Han Moo-sook wurde am 25. Oktober 1918 in Seoul geboren und schloss 1937 die Pusan-Mädchenschule ab.
1942 wurde ihre erste Erzählung Die Frau mit der Lampe (등불 드는 여인) im Magazin Neue Zeit (Sin saedae) veröffentlicht. Anschließend publizierte sie zwei Theaterstücke, Herz (마음) im Jahr 1943 und Frostblume (서리꽃) 1944. Im Jahr 1948 wurde Han Moo-sooks Roman Und so fließt Geschichte (역사는 흐른다) in der Tageszeitung Kukche Sinmun als Fortsetzungsroman abgedruckt.
Han Moo-sooks Werke werden oft als Versuch gesehen, den Wert der Reinheit durch Literatur zu erfassen. In einer Zeit, in der die koreanische Literatur eingetaucht war in Nihilismus oder Existentialismus, machte sich Han Moo-sook einen Namen als Autorin, die danach strebte menschliche Freude und Probleme mit Wärme anstatt zynischem Pessimismus wiederzugeben. Die Themen, die sie anreißt, reichen von universellen Sachverhalten wie Liebe und Leiden bis hin zu Themen, die speziell auf die koreanische Gegenwart bezogen sind. So zum Beispiel die Qualen der Generation, die die kurze Demokratie-Euphorie der April-Revolution 1960 miterlebten. Alle ihre Werke spiegeln dabei durch die Anwendung von präziser Sprache, lebhafter Darstellung von Bräuchen und geschickter Abbildung des inneren Bewusstseins ihr literarisches Talent wider.
Ihre erste Kurzgeschichtensammlung Mondring 월운 wurde 1956 veröffentlicht.
Han Moo-sook arbeitete in verschiedenen Positionen im Bereich Kultur und Literatur. So war sie zum Beispiel Direktorin des Koreanischen P.E.N. Club, des Koreanischen Nationalmuseums und der Vereinigung koreanischer Autorinnen. Sie verstarb im Jahr 1993.
Die Abteilung Ostasiatischer Sprachen und Literatur am Columbian College of Arts and Sciences der George Washington University veranstaltet seit 1995 jedes Jahr ein Han-Moo-sook-Kolloquium, das unter anderem von der Han-Moo-Sook-Stiftung in Seoul unterstützt wird.

## Arbeiten

### Koreanisch
Romane
- 역사는 흐른다 Und so fließt Geschichte (1948)
- 빛의 계단 Treppe des Lichtes (1960)
- 만남 Die Begegnung (1986)

Kurzgeschichten
- 내일 없는 사람들 Menschen, die morgen nicht mehr sind (1949)
- 대구로 기는 길 Weg nach Taegu (1951)
- 아버지 Vater (1952)
- 노인 Der Alte (1953)
- 봉창 돈 Heimliche Reserven (1954)
- 천사 Engel (1956)
- 별빛 속의 계절 Jahreszeit im Sternenlicht(1956)
- 유수암 Yusuam (1963)
- 양심 Gewissen (1976)

Kurzgeschichtensammlungen
- 월운 Mondring (1956)
- 감정이 있는 심연 Ein Abgrund mit Gefühlen (1957)
- 축제와 운명의 장소 Ort der Feste und des Schicksals (1963)
- 우리 사이 모든 것이 Alles zwischen uns (1978)
- 생인손 Nagelgeschwür (1987)
- 석류나무집 이야기 Geschichten vom Granatapfelbaum-Haus (1992)
- 대열 속에서 In einer Reihe (1992)

### Übersetzungen ins Englische
- In the Depths, Hwimoon Publishing (1965)
- The Running Water, Hermitage Moonwang Publishing Company (1967)
- Encounter: A Novel of Nineteenth-Century Korea, University of California Press (1992)
- And So Flows History, University of Hawaii Press (2005)

### Übersetzungen ins Deutsche
- 2023: Begegnung (만남), übersetzt von Jeong Hwa Park

## Auszeichnungen
- 1958: 자유문학상 (Freiheit-Literaturpreis)
- 1973: 신사임당상 (Shin Saimdang-Preis)
- 1986: 대한민국문화훈장 (Südkoreanischer Kulturorden)
- 1989: 3.1문화상 (1. März Kulturpreis)
- 1991: 예술원상 (Kunstakademie-Preis)